# Xénocrate de Sicyone
Xénocrate de Sicyone ou Xénocrate d'Athènes (en grec moderne : Ξενοκράτης ; fl. ca. 280 av. J.-C.) est un sculpteur de l'époque hellénistique, écrivain de la Grèce antique, et l'un des tout premiers historiens de l'art.

## Biographie
Bien qu'il soit probablement né à Athènes, il tient son nom de son appartenance à l'école de sicyonienne des disciples de Lysippe (et non pas directement de l'école de Sicyone comme cela a été cru pendant longtemps),.. On sait peu de sa vie et de son œuvre, mais tout ce que l'on sait, on le tient de la synthèse de Bernhard Schweitzer, qui s'appuie en grande partie sur Pline l'Ancien,.
Pline le décrit comme un élève d'Euthycrate (fils de Lysippe) ou de Teisicrate (élève d'Euthycrate),, qu'il a surpassés et sur lesquels il a écrit plusieurs volumes concernant leur art. Xénocrate écrit sur la sculpture grecque ainsi que sur la peinture et le dessin. Il a aussi écrit un ouvrage sur son propre art et un traité sur le travail de la sculpture sur métal.
Concernant son œuvre sculpté, trois bases de statue signées « Xenokrates » sont tout ce qui reste de son travail; il sculptait sur bronze.
En suivant la tradition de Démocrite, Xénocrate organise et classe les œuvres d'art en catégories afin d'expliquer leur développement en tant que résolution de problèmes artistiques ; il a observé que les arts visaient la perfection, chaque artiste développant quelque chose de nouveau, tel que la proportion ou le traitement des détails. Il catégorise ainsi selon la symmetria (« qui envisage le rapport des différentes parties entre elles et avec l’ensemble ») ; le rythmos (« le mouvement imprimé à la statue ») ; l'acribeia (« l’exactitude dans le rendu des détails ») ; la création « pros phantasian », « l’expression de la « species », de l’apparence visuelle (précisément ce que Platon refusait) », mais son regard est influencé par sa qualité de sculpteur, : « sa sensibilité aux problèmes optiques est conditionnée avant tout par la volonté de souligner comment la peinture peut rivaliser avec la sculpture dans l’expression du volume, du modelé des corps. »
C'est ainsi que, posant les bases théoriques sur des artistes et leurs œuvres, il devient l'un des tout premiers historiens de l'art et Schweitzer le qualifie même de « père de l'histoire de l'art,,. »

## Influence
Toute la thèse de Pline l'Ancien sur l'histoire de la sculpture et de la peinture aurait été fortement influencée par le travail de Xénocrate ; il est le critique d'art le plus connu des Romains de la fin de la République, et il a grandement influencé leurs goûts.